# Towarzystwo Byłych Wychowańców Uniwersytetu Dorpackiego
Towarzystwo Byłych Wychowańców Uniwersytetu Dorpackiego – założone ok. 1893 roku w Warszawie, zrzeszające absolwentów Uniwersytetu Dorpackiego, ze szczególnym uwzględnieniem filistrów Korporacji Akademickiej Konwent Polonia, założonej w Dorpacie w 1828 roku.
Początkowo Towarzystwo funkcjonowało nieoficjalnie. Prowadziło działalność o charakterze towarzyskim, kulturalnym i samopomocowym. Powstała m.in. Kasa Pomocy Naukowej Byłych Wychowańcow Uniwersytetu Dorpackiego. Przynajmniej raz w roku odbywały się zebrania Towarzystwa w warszawskiej Resursie Obywatelskiej. W 1900 roku, z okazji obchodów 500-lecia odnowienia Uniwersytetu Jagiellońskiego, członkowie Towarzystwa ufundowali używany po dziś dzień łańcuch rektora. 
W styczniu 1907 roku Towarzystwo zostało oficjalnie zarejestrowane jako Obszczestwo b. wospitaninnikow Juriewskowo (b. Derptskowo) Uniwersiteta. Odtąd funkcjonowało całkowicie jawnie. Głównym, statutowym celem Towarzystwa było finansowe wsparcie absolwentów Uniwersytetu w Dorpacie, którzy pragną poświęcić się pracy naukowej. Pierwszą znaną inicjatywą Towarzystwa o charakterze naukowym było wydanie książki G. Manteuffla "Z dziejów Dorpatu i byłego Uniwersytetu Dorpackiego" (Warszawa 1911). W styczniu 1911 roku w Resursie Obywatelskiej zorganizowano jedyny w Warszawie bal Konwentu Polonia, który okazał się głośnym wydarzeniem towarzyskim i patriotycznym.
W 1923 Towarzystwo zostało rozwiązane. Majątek przekazano Stowarzyszeniu Filistrów Konwentu Polonia w Warszawie, uznanemu za kontynuację Towarzystwa.